# 戴恩·戈斯林
戴恩·戈斯林（英語：Dion Gosling，1971年6月2日—），新西兰男子曲棍球运动员。他曾代表新西兰国家队参加1998年和2002年英联邦运动会曲棍球比赛，其中2002年英联邦运动会获得一枚银牌。